# Complete Rarities: I.R.S. 1982–1987
Complete Rarities: I.R.S. 1982–1987 — компіляція пісень рок-гурту R.E.M., виданих на лейблі I.R.S. Records. Назва компіляції є неправильною, оскільки перші два треки були видані в липні 1981 року.